# Nuño Diaz de Haro
Nuño Diaz Haro (Nuño Díaz Haro ou Nuño de Lara en espagnol) (1348 - 1352). Infant de Castille et Seigneur de Biscaye et de Lara. Fils de Juan Nuñez de Lara IV et de Maria Diaz II de Haro.
Enfant, il a hérité de la Seigneurie de Biscaye. Le roi Pierre Ier de Castille a essayé d'enlever l'enfant Don Nuño, mais les Biscayens l'ont protégé en le mettant en lieu sûr avec la dame qui l'élevait et se nommant madame Mencía, non sans que le roi les ait poursuivis jusqu'à Santa Gadea. Il est mort à l'âge de 5 ans. Sa sœur aînée, Juana de Lara, lui a succédé.